# Slaidburn
Slaidburn is een civil parish in het bestuurlijke gebied Ribble Valley, in het Engelse graafschap Lancashire. In 2001 telde het dorp 288 inwoners.